# Поле бою (оповідання)
«Поле бою» — фантастичне оповідання Стівена Кінга, яке було написане та вперше опубліковано в 1972 році в журналі «Cavalier», а згодом увійшло до збірки «Нічна зміна» (1978).

## Сюжет
Професійний вбивця на ім'я Реншоу після успішного завершення чергового замовлення отримує анонімну посилку з набором іграшкових солдатиків. Спочатку він не надає цьому значення, але коли залишає коробку осторонь, іграшки оживають і починають атакувати його, використовуючи свою мініатюрну, але смертельно небезпечну зброю.
Реншоу швидко усвідомлює, що ці іграшки становлять реальну загрозу. Вони обладнані мініатюрними, але дуже ефективними збройними системами: стріляють справжніми кулями, мають вибухівку та інші види озброєнь. Реншоу намагається знищити їх, використовуючи різні підручні засоби, включаючи аерозольні балончики, пилосос і навіть свою вогнепальну зброю.
Битва між Реншоу та іграшковими солдатами перетворює його квартиру на справжнє поле бою. Він виявляє велику винахідливість і мужність, але солдатики, незважаючи на свої розміри, є дуже витривалими та небезпечними противниками.
Зрештою Реншоу планує знищити солдатів за допомогою коктейлю Молотова, виготовленого з пляшки та запальнички, але перед тим, як коктейль вибухне, інший більш потужний вибух руйнує всю його квартиру. Сам Реншоу гине.
У парку внизу пара знаходить закривавлену футболку Реншоу, а також інший вміст шафки, включно з клаптиком обгорілого паперу з написом «Діюча модель термоядерної бомби — 1».

## Вміст набору «Наші хлопці у В’єтнамі»
Базова комплектація:
- піхотинці — 20;
- вертольоти — 10;
- кулемети — 2;
- базуки — 2;
- санітари — 2;
- джипи — 4.

Додаткова комплектація:
- ракетна установка — 1;
- ракети «Твістер» системи «Земля–повітря» — 20;
- діюча модель термоядерної бомби — 1.